# Невський проспект (станція метро)
59°56′06″ пн. ш. 30°19′42″ сх. д. / 59.93500° пн. ш. 30.32833° сх. д.
«Не́вський проспе́кт» (рос. Невский проспект) — станція Московсько-Петроградської лінії Петербурзького метрополітену, розташована між станціями «Сінна площа» і «Горьківська».
Відкрита 1 липня 1963 року в складі ділянки «Технологічний інститут» — «Петроградська». Назва пов'язана з розташуванням під однойменною головною магістраллю міста.

## Технічна характеристика
Конструкція станції — пілонна трисклепінна (глибина закладення — 63 м)

## Вестибулі і пересадки
На момент відкриття у станції був всього один підземний вестибюль (вихід на Михайлівську вулицю), розташований у підземному переході під Невським проспектом, який є найстарішим у Петербурзі («Тепла труба»). «Невський проспект» — перша станція в Санкт-Петербурзі з вестибюлем такого роду. Склепіння похилого ходу було вперше оздоблено металопластиком.
Другий вестибюль наземний, є унійним для станцій «Гостинний двір» і «Невський проспект», було відкрито 30 квітня 1967, за півроку до пуску Невсько-Василеострівської лінії. Для його спорудження знадобилося повністю розібрати, а потім відновити Будинок Енгельгардта — на середину 2010-х Малий зал Філармонії.
У південному торці станції розташовані сходи (вони до реконструкції 1998 року були малим тристрічковим нахилом), що ведуть до тристрічкового похилого ходу: це власний вихід станції на розі Невського проспекту з Михайлівською та Думською вулицями. У північному торці сходи ведуть у нижній ескалаторний зал малого нахилу: два чотиристрічкових ескалатори піднімають пасажирів до великого нахилу (вихід на набережну Каналу Грибоєдова) і на станцію «Гостиний двір». Спочатку ескалатори були тристрічковими, їх кількість було збільшено під час реконструкції 1996 року.
У середину центрального залу виходять сходи, по яким пасажири потрапляють зі станції «Гостинний двір» на станцію «Невський проспект». Знизу сходів знаходяться турнікети, що перешкоджають здійсненню пересадки в зворотному напрямку.

## Колійний розвиток
За станцією розташований колишній оборотний тупик, що переходить у міжлінійник зі станцією «Садова», якою потяги потрапляють з депо «Виборзьке» на Фрунзенсько-Приморську лінію, яку обслуговує депо. Потяги з цього міжлінійника прямують з пасажирами.
При прокладанні тунелю між станціями «Невський проспект» і «Горьківська» під Невою прохідники виявили в районі Марсового поля раніше не виявлену западину в дні. Довелося заглиблювати тунель з максимально допустимим ухилом. Хоча, проїжджаючи цю ділянку, пасажири нічого особливого не відчувають, на цьому відрізку перший вагон виявляється на шість метрів нижче останнього.

## Оздоблення
Форма пілонів у композиції з оздобленням середнього залу нагадує обриси тунелю. Склепіння і пілони, нижні частини яких оздоблені горизонтальними ребрами з полірованого алюмінію, оштукатурені. Спочатку колійні стіни були покриті червоною скляною плиткою, яка в 2006 році була замінена на камінь того ж кольору. У 2007 році асфальтову підлогу замінено на граніт. Навпроти переходу зі станції «Гостинний двір» на стіні розташований указ про нагородження Ленінградського метрополітену орденом Леніна. У 2004 році стандартне ртутне освітлення було замінено на натрієве. У 2009 році були прибрані назви станції з колійних стін, а по всій довжині наклеєна синя смуга з багаторазово повторюваними назвами станції в рамках т. з. «Нового інформаційного простору».

## Ресурси Інтернету
- «Невський проспект» на metro.vpeterburge.ru [Архівовано 23 жовтня 2013 у Wayback Machine.](рос.)
- «Невський проспект» на metrowalks.ru [Архівовано 8 жовтня 2014 у Wayback Machine.](рос.)
- Санкт-Петербург. Петроград. Ленінград: Енциклопедичний довідник. «Невський проспект»(рос.)